# Austrohorus exsul
Genre
Espèce
Austrohorus exsul, unique représentant du genre Austrohorus, est une espèce de pseudoscorpions de la famille des Olpiidae.

## Distribution
Cette espèce est endémique du Mid West en Australie-Occidentale. Elle se rencontre vers Morawa.

## Publication originale
- Beier, 1966 : On the Pseudoscorpionidea of Australia. Australian Journal of Zoology, vol. 14, no 2, p. 275-303.